# Усе про мене
«Усе про мене» (англ. All Over Me) — американський фільм-драма 1997 року, поставлений режисеркою Доллі Сайчел. Прем'єра стрічки відбулася в лютому 1997 року в секції Панорама на 44-му Берлінському міжнародному кінофестивалі де вона здобула дві премії «Тедді» — за найкращий художній фільм та приз журі читачів часопису Siegessäule .

## Сюжет
15-річні подруги Клод і Елен живуть в Нью-Йорку, в районі «Пекельна кухня». Елен починає зустрічатися з Марком, який дає їй наркотики. Клод дуже прив'язана до подруги, вона хоче їй допомогти, але Елен дедалі більше часу проводить в компанії Марка.
Клод знайомиться з новим сусідом — Люком. Він музикант і запрошує Клод до клубу, де вона зможе познайомитися з жіночими рок-групами. Клод грає на гітарі. Вона хотіла створити групу разом з Елен, але та дедалі більше занурюється у світ наркотиків. Зустріч Марка і Люка призводить до конфлікту. Озлоблений і запальний Марк погрожує Люку. Наступного дня Люка вбивають прямо біля будинку. Клод приголомшена, вона упевнена, що це справа рук Марка. Але побоювання за Елен примушує її мовчати.
Відправившись до клубу, Клод знайомиться там з Люсі, молодою гітаристкою з рок-групи. Вони легко і швидко знаходять порозуміння. Люсі робить спробу зближення, але Клод відстороняє її. Думки Клод зайняті Елен. Елен продовжує бачитися з Марком. Опинившись в їхній компанії, Клод вражена їхнім спокою, вони поводяться так, ніби нічого не сталося. Клод зізнається у коханні до Елен, але та відкидає її, ніскільки не зважаючи на почуття подруги й усе те, що вона для неї зробила.
Клод усвідомлює, що для Елен вона лише «віддана собачка», готова прийти на допомогу, і не більше. Це спонукає її розірвати стосунки з подругою. Наважившись, вона йде до поліції і розповідає про конфлікт Марка і Люка. Марка заарештовують. Клод знову зустрічається з Люсі, з якою її зв'язують рівноправні стосунки і загальний інтерес. Тепер уже ніщо не може завадити їхньому зближенню.

## У ролях
| Елісон Фолланд |  | Клод  |
| Тара Зубкофф   |  | Елен  |
| Коул Гаузер    |  | Марк  |
| Вілсон Крус    |  | Джесс |
| Лейша Гейлі    |  | Люсі  |
| Пет Бріггс     |  | Люк   |

## Саундтрек
| #        | Назва                         | Автор                                                              | Виконавець                | Тривалість |
| -------- | ----------------------------- | ------------------------------------------------------------------ | ------------------------- | ---------- |
| 1.       | «Hello»                       | Lori Barbero / Kat Bjelland / Maureen Herman                       | Babes in Toyland          | 4:46       |
| 2.       | «Ellen and Claude Jammin»     | Miki Navazio                                                       |                           | 0:36       |
| 3.       | «Shy»                         | Ані Діфранко                                                       | Ані Діфранко              | 4:42       |
| 4.       | «Hole in the Ground»          | Mary Timony                                                        | Helium                    | 4:22       |
| 5.       | «I Wanna Be Your Joey Ramone» | Sleater-Kinney                                                     | Sleater-Kinney            | 2:36       |
| 6.       | «Game Song»                   | Tuscadero                                                          | Tuscadero                 | 3:19       |
| 7.       | «Jackie Blue»                 | Steve Cash / Larry Michael Lee                                     | Ozark Mountain Daredevils | 4:05       |
| 8.       | «Claude Sees Ellen and Mark»  | Miki Navazio                                                       |                           | 1:08       |
| 9.       | «Squeezebox Days»             | Лейша Гейлі                                                        | Murmurs                   | 4:21       |
| 10.      | «Dragon Lady»                 | Carla Bozulich / Kevin Fitzgerald / Daniel Keenan / William Tutton | The Geraldine Fibbers     | 4:49       |
| 11.      | «Dynamite»                    | Alison Pipitone                                                    | Alison Pipitone           | 3:17       |
| 12.      | «Empty Glasses»               | Кім Діл                                                            | The Amps                  | 2:38       |
| 13.      | «Descent»                     | Christof Lauer / Remy Zero                                         | Remy Zero                 | 3:45       |
| 14.      | «6 A.M. Jullander Shere»      | Talvin Singh                                                       | Cornershop                | 6:23       |
| 15.      | «The Kiss»                    | Miki Navazio                                                       |                           | 1:11       |
| 16.      | «Dimming Soul»                | Michelle Malone                                                    | Michelle Malone           | 6:04       |
| 17.      | «Pissing in a River»          | Ivan Král / Патті Сміт                                             | Патті Сміт                | 4:40       |
| 18.      | «Super Glider»                | Dave Robinson                                                      | Drugstore                 | 2:42       |
| 19.      | «Finale»                      | Miki Navazio                                                       | Drugstore                 | 1:59       |
| 20.      | «Something's Burning»         | Claudia Sarne                                                      | 12 Rounds                 | 9:46       |
| 01:17:09 |                               |                                                                    |                           |            |

## Визнання
| Нагороди та номінації фільму «Усе про мене» | Нагороди та номінації фільму «Усе про мене»   | Нагороди та номінації фільму «Усе про мене»    | Нагороди та номінації фільму «Усе про мене» | Нагороди та номінації фільму «Усе про мене» | Нагороди та номінації фільму «Усе про мене» |
| Рік                                         | Кінофестиваль/кінопремія                      | Категорія/нагорода                             | Номінант                                    | Результат                                   |                                             |
| ------------------------------------------- | --------------------------------------------- | ---------------------------------------------- | ------------------------------------------- | ------------------------------------------- | ------------------------------------------- |
| 1997                                        | 44-й Берлінський міжнародний кінофестиваль    | Премія «Тедді» за найкращий художній фільм     | Усе про мене                                | Перемога                                    |                                             |
| 1997                                        | 44-й Берлінський міжнародний кінофестиваль    | Премія «Тедді» — Приз журі читачів Siegessäule | Усе про мене                                | Перемога                                    |                                             |
| 1997                                        | Премія «Готем»                                | Премія Відкрита пальма                         | Алекс Сайчел                                | Номінація                                   |                                             |
| 1997                                        | Кінофестиваль «Санденс»                       | Гран-прі журі за найкращий драматичний фільм   | Усе про мене                                | Номінація                                   |                                             |
| 1998                                        | Премія товариства незалежного кіно Chlotrudis | Найкраща акторка                               | Елісон Фолланд                              | Номінація                                   |                                             |
| 1998                                        | GLAAD Media Awards                            | Видатний фільм (обмежений прокат)              | Усе про мене                                | Номінація                                   |                                             |
| 1998                                        | Премія «Незалежний дух»                       | Найкраща виконавиця головної ролі              | Елісон Фолланд                              | Номінація                                   |                                             |